# Voci e volti della fortuna
Voci e volti della fortuna  è una trasmissione musicale, andata in onda dall'8 ottobre del 1957 al 6 gennaio del 1958.

## Il programma
Nel 1957 il programma abbinato alla Lotteria di Capodanno viene trasmesso per la prima volta in televisione. La trasmissione viene concepita come un torneo a squadre tra le regioni italiane. Le squadre regionali sono costituite da noti cantanti di musica leggera (che gareggiano in un girone a parte) e cantanti dilettanti, questi ultimi selezionati con un referendum tra gli abbonati alla radio-televisione. Le esibizioni sono trasmesse separatamente alla radio e alla televisione; il pubblico esprime il proprio voto con le cartoline allegate ai biglietti della lotteria. Il programma televisivo (che va in onda il martedì sul Programma Nazionale) è presentato da Enzo Tortora e Silvio Noto, mentre il programma radiofonico è presentato da Antonella Steni e Renato Turi. La regia è affidata a Lino Procacci e Gianfranco Bettetini, la direzione musicale a Gorni Kramer e Alfredo Simonetto.
Nella puntata dell'8 ottobre avviene il debutto televisivo di Adriano Celentano, con il suo gruppo Rock Boys e il ballerino di rock'n'roll Miki Del Prete.
Alla finale, che si svolge a Palermo, arrivano le squadre di otto regioni (Lazio, Sicilia, Toscana, Emilia-Romagna, Piemonte, Puglia, Marche e Abruzzi e Molise), che per la musica leggera sono rappresentate rispettivamente da Claudio Villa, Giorgio Consolini, Gianni Mazzocchi, Nilla Pizzi, Tonina Torrielli, Franca Raimondi, Bruno Rosettani e Aurelio Fierro. La gara tra i cantanti di musica leggera è vinta da Aurelio Fierro, in gara per gli Abruzzi e Molise con il brano Scapricciatiello; al secondo posto si classifica Bruno Rosettani, in gara per le Marche.